# Интеллект животных
Под интеллектом у животных понимается совокупность психических функций, к которым относятся мышление, способность к обучению и коммуникации, которые не могут быть объяснены инстинктами или условными рефлексами. Изучается в рамках когнитивной этологии, сравнительной психологии и зоопсихологии
Жизнь высокоразвитых животных подвержена влиянию эмоций и мотивов. Предположительно, некоторые из них обладают способностью строить логические предположения и планировать, находить решения в новых ситуациях, общаться с представителями других видов (в том числе и с человеком).

## История развития представлений об интеллекте животных

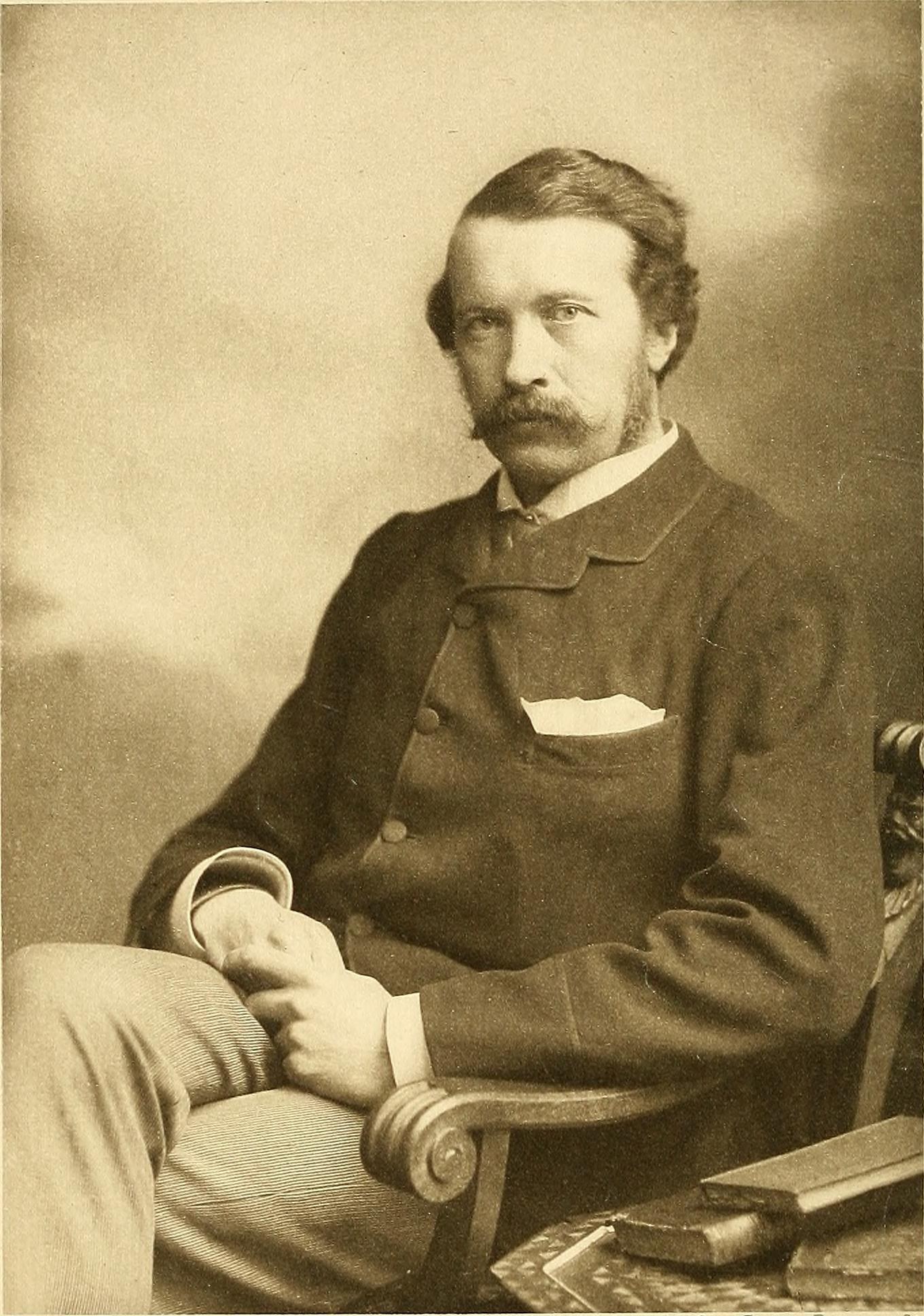
Джордж-Джон Роменс — один из первых исследователей интеллекта животных

Способность животных к мышлению была предметом споров ещё с античных времён. Аристотель ещё в 4 веке до нашей эры обнаружил у животных способность к обучению и даже допускал наличие у животных разума.
Начало научному исследованию интеллектуальных способностей животных, как и их психики вообще, положил Чарльз Дарвин в своей книге «Происхождение видов и естественный отбор». Его ученик Джордж-Джон Роменс продолжил изучение, результатом которых стала книга «Ум животных». Подход Роменса отличается антропоморфизмом и недостаточным вниманием к строгости методологии. Книга «Ум животных» основана на отдельных случаях, которые показались достойными внимания автору, его читателям или друзьям, а не на систематическом целенаправленном наблюдении. Несмотря на сомнительную научность, этот подход получил распространение. Среди его приверженцев можно отметить Максимилиана Перти (нем. Maximilian Perty) и Уильяма Лодера Линдсея (англ. William Lauder Lindsay).

Автор неоднократно наблюдал проявление изрядной сообразительности у зубра в зоологическом парке в Кингстон Хиллс. Поскольку упомянутое животное отличалось скверным нравом, в его нос было вдето кольцо, к которому крепилась цепь около двух футов длиной. На свободном конце цепи находилось кольцо дюйма четыре в диаметре. Когда животное паслось, цепь свободно волочилась по земле, в опасной близости от копыт. Стоило животному наступить на это кольцо, оно испытало бы весьма сильную боль. Оно нашло весьма остроумный способ избавиться от подобного неудобства, надев цепь на рог. Я много раз видел, как умное животное проделывало этот трюк, сначала осторожно продевая рог в отверстие, потом тряся головой, пока кольцо надёжно не встанет на место! Оригинальный текст (англ.)This author also says that he has 'frequently observed the buffalo at the Zoological Farm on Kingston Hill' display the following proof of intelligence. Being of a ferocious disposition, a strong iron ring was fixed through the septum of his nose, to which a chain about two feet long was attached. At the free end of the chain there was another ring about four inches in diameter. 'In grazing the buffalo must have put his feet on this ring, and in raising his head the jerk would have produced considerable pain. In order to avoid this the animal has the sense to put his horn through the lower ring, and thus avoid the inconvenience he is put to. I have seen him do this in a very deliberate manner, putting his head on one side while he got his horn through the ring, and then shaking his head till the ring rested at the bottom of the horn.'! 
— Дж.-Дж. Роменс. Ум животных.
Результаты, полученные на основании подобного «анекдотического подхода», не выдержали проверки и были опровергнуты экспериментами. В начале XX века в науках о поведении животных получил широкое признание прямо противоположный подход. Это было связано с возникновением научной школы бихевиоризма. Бихевиористы придавали большое значение научной строгости и точности используемых методов. Но вместе с тем они в принципе исключали возможность изучения психики животных. Одним из основателей бихевиоризма является Конви Ллойд Морган, британский психолог.
Ему, в частности, принадлежит знаменитое правило, известное как «Канон Ллойда-Моргана».

…то или иное действие ни в коем случае нельзя интерпретировать как результат проявления какой-либо высшей психической функции, если его можно объяснить на основе наличия у животного способности, занимающей более низкую ступень на психологической шкале

Близкой по духу к бихевиоризму была концепция нервной деятельности советского физиолога И. П. Павлова. В лаборатории Павлова даже существовал запрет на антропоморфизмы. Не все бихевиористы разделяли идеи радикального, «редукционистского» бихевиоризма, сводившего всё многообразие поведения к схеме «стимул-реакция». К числу таких учёных относится Эдвард Толмен, американский психолог.
По мере накопления эмпирического материала касательно поведения животных натуралистами и зоопсихологами, обнаружилось, что не все поведенческие акты могут быть объяснены инстинктами или научением.

## Интеллектуальные способности животных
«…чрезвычайно трудно точно указать, по поводу каких животных можно говорить об интеллектуальном поведении, а по поводу каких — нет. Очевидно, речь может идти лишь о высших позвоночных, но явно не только о приматах, как это до недавнего времени принималось».
К интеллектуальным способностям животных, отличных от человека, относятся способность к решению нетривиальных поведенческих задач (мышление). Интеллектуальное поведение тесно связано с другими компонентами поведения, такими как восприятие, манипулирование, научение и инстинкты. Сложность поведенческого акта не является достаточным основанием для признания наличия интеллекта у животного. Сложное гнездостроительное поведение некоторых птиц обуславливается врождёнными программами (инстинктами). Основным отличием интеллектуальной деятельности является пластичность, позволяющая значительно повысить шансы на выживание в условиях быстро изменяющейся среды.
О развитии интеллекта могут свидетельствовать как поведение, так и строение головного мозга. Большую популярность приобрели тесты на интеллект для приматов, аналогичные тем, что используются в широко распространённых тестах на интеллект для человека. В качестве примера применения второго подхода можно привести коэффициент энцефализации и число Данбара, связывающее развитие новой коры и размеры стада у приматов.

Значения коэффициента энцефализации для некоторых животных

Интеллект является вершиной развития психики животных. В настоящее время имеются свидетельства наличия зачатков интеллектуальной деятельности у широкого числа позвоночных животных. Тем не менее интеллект в животном мире представляет собой довольно редкое явление.
Отдельные исследователи определяют разум как свойство сложных саморегулирующихся систем.
Ум не ограничивается мозгом; он также проявляется в коллективах наподобие колоний насекомых, в социальном и экономическом поведении внутри человеческого общества и научных и профессиональных сообществ.
Способность муравьёв решать сложные задачи связана с эмерджентными свойствами муравейника как «сверхорганизма»,
 отдельные же муравьи для описания дороги к еде могут передать 6 бит за 200 секунд.

## Предпосылки

### Память и обучение

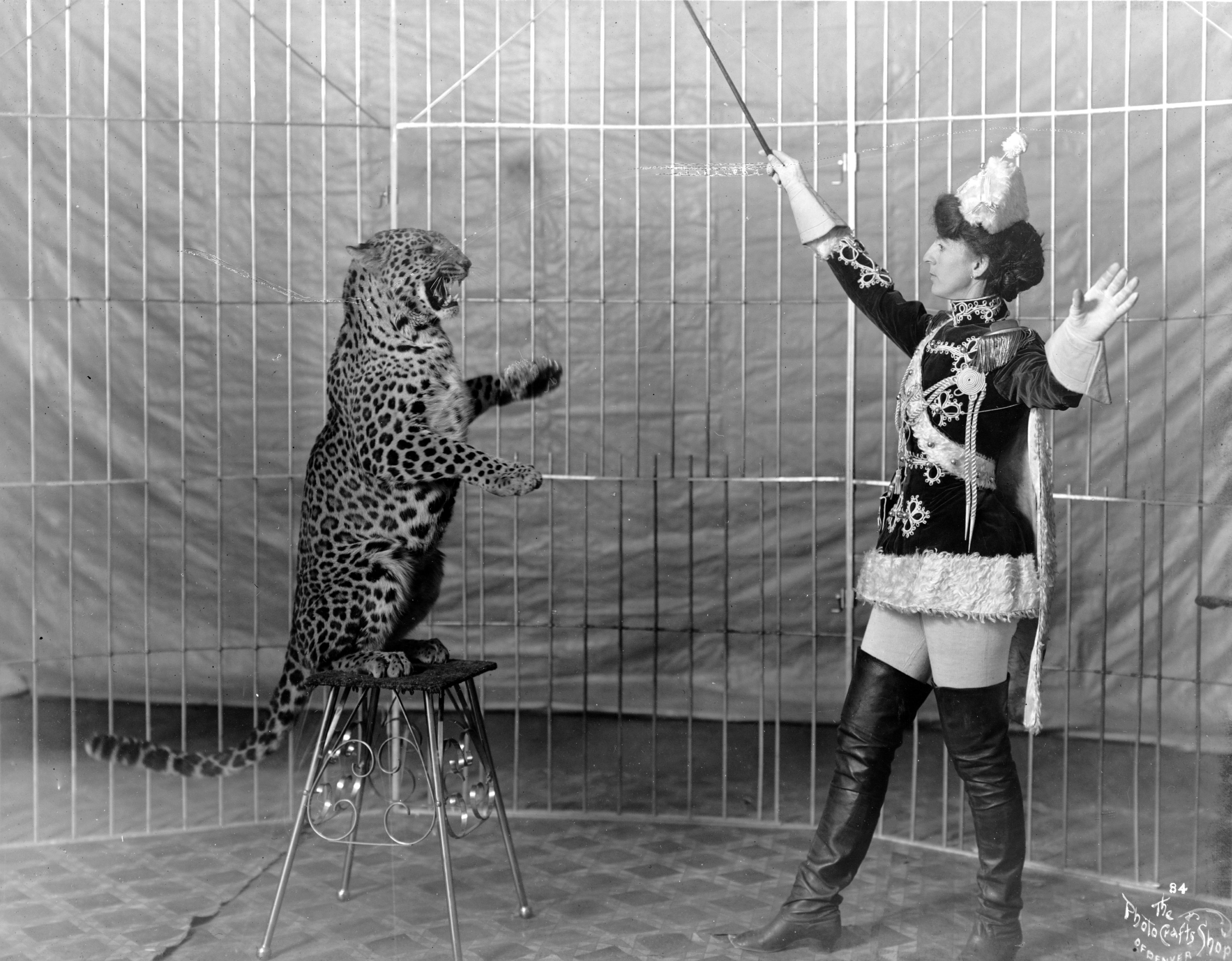
Дрессировка является строго контролируемой разновидностью обучения.

Обучение объединяет всё разнообразие форм модификации поведения под действием факторов внешней среды — образование условных рефлексов, запечатление, привыкание, тренировку (даже врождённые формы поведения требуют определённой доработки) и латентное обучение. Способность к обучению свойственна почти всем животным, за исключением самых примитивных.
Обучение обеспечивает гибкость поведения и является одной из предпосылок формирования интеллекта.

### Манипулирование
Проявления двигательной активности, охватывающие все формы активного перемещения животными компонентов среды в пространстве (в противоположность локомоции — перемещению самих животных в пространстве). У высших животных манипулирование осуществляется преимущественно при помощи ротового аппарата и передних конечностей (обследование предметов, питание, защита, конструктивные действия и др.). Манипулирование и манипуляционное решение задач дают животному наиболее глубокие, разнообразные и существенные для психического развития сведения о предметных компонентах среды и происходящих в ней процессах. В ходе эволюции прогрессивное развитие манипулирования играло решающую роль в развитии познавательных способностей животных и легло в основу формирования их интеллекта. У ископаемых приматов — предков человека манипулирование, особенно «биологически нейтральными» предметами, явилось основой зарождения трудовой деятельности.

## Высшие психические функции

### Язык
Ключевыми признаками языка как коммуникативной системы являются развитие в процессе социализации, произвольный характер знаков, наличие грамматики и открытость. Коммуникативные системы животных соответствуют отдельным признакам языка. В качестве примера можно привести широко известный пчелиный танец. Форма его элементов (виляние, перемещение по кругу) отделена от содержания (направление, расстояние, характеристики источника корма).
Хотя и имеются свидетельства о том, что некоторые говорящие птицы способны использовать свои подражательные способности для нужд межвидовой коммуникации, действия говорящих птиц (майны, попугаи ара) не отвечают этому определению.
Одним из подходов к изучению языка животных является экспериментальное обучение языку-посреднику. Большую популярность приобрели подобные эксперименты с участием человекообразных обезьян. Поскольку, из-за анатомо-физиологических особенностей, обезьяны не способны воспроизводить звуки человеческой речи, первые попытки обучения их человеческому языку потерпели неудачу.
| Аллен и Беатрис Гарднеры            | Уошо (шимпанзе)                  | Язык глухонемых (Амслен)                                                                         |
| Дэвид Примак и Энн Джеймс Примак    | Сара (шимпанзе), Элизабет, Пиони | Специально разработанный (использовались фигурные жетоны для обозначения слов английского языка) |
| Дьюэйн Румбо (англ. Duane Rumbaugh) | Лана (шимпанзе)                  | Специально разработанный искусственный язык на основе лексиграмм.                                |
| Франсина Паттерсон                  | Коко (горилла)                   | язык жестов (около тысячи знаков)                                                                |

Первый эксперимент с использованием жестового языка посредника был предпринят супругами Гарднерами. Они исходили из предположения Роберта Йеркса о неспособности шимпанзе к артикуляции звуков человеческого языка. Шимпанзе Уошо проявила способность к комбинированию знаков наподобие «ты» + «щекотать» + «я», «дать» + «сладкий». Обезьяны из зоопарка при университете Невады в Рино использовали амслен для общения друг с другом.
Язык сусликов достаточно сложен и состоит из разнообразных свистов, щебетов и щелчков различной частоты и громкости.
Также у животных возможна межвидовая коммуникация.
Широко распространена совместная стайная охота у млекопитающих и некоторых птиц, существуют также случаи межвидовой скоординированной охоты.

### Орудийная деятельность

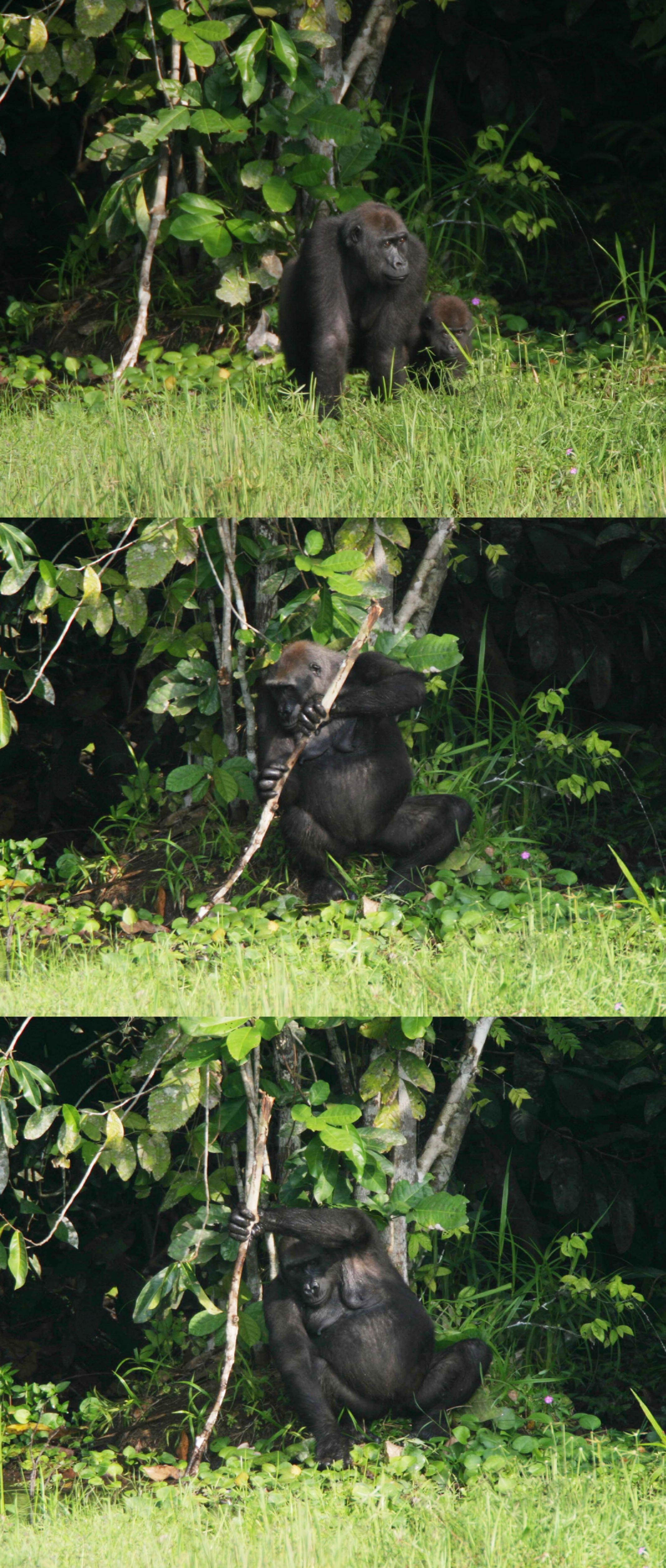
Горилла использует палку в качестве опоры при сборе водных растений

Долгое время считалось, что способность создавать и использовать орудия труда свойственна только человеку. В настоящее время имеется большое количество свидетельств активного и целенаправленного использования животными орудий труда.
При помощи палок обезьяны (шимпанзе) извлекают труднодоступную пищу (термитов из термитника, съедобные корни из земли), охотятся и даже измеряют глубину.
При помощи камней обезьяны раскалывают орехи (молодым обезьянам приходится долго этому учиться) и могут даже использовать несколько дополняющих друг друга инструментов.
Грифы разбивают яйца страусов, сбрасывая на них камни. Высокие интеллектуальные способности демонстрируют грачи, способные делать и использовать относительно сложные инструменты.

## Роль в эволюции
Существует мнение, что в изменчивой среде преимущество получают животные, способные применять интеллект для выполнения новых задач. Среди подобных животных — воро́ны, во́роны, попугаи и некоторые приматы . Эти животные пользуются интеллектом, чтобы сглаживать перепады условий, с которыми они сталкиваются; такой феномен называют законом когнитивного буфера (англ. cognitive buffer). Когда среда, которая когда-то была устойчивой и стабильной, становится изменчивой, виды, обладающие изобретательным интеллектом, успешно выживают и множатся.

### Мышление
Особый интерес к проблемам мышления животных наблюдался на заре становления сравнительной психологии. Основная литература по этой теме принадлежит классикам, наиболее известным из которых является Вольфганг Кёлер. В то время эксперименты проводились преимущественно на приматах. Кёлер, например, использовал шимпанзе. Сейчас уже достоверно установлено, что мышление свойственно не только приматам. В последнее время были получены данные о способности новокаледонских ворон к установлению причинно-следственных связей. Самка африканского серого попугая показала способность к выводу путём исключения.

#### Классификация и обобщение
Продукт мыслительной деятельности, в котором представлены отражения общих признаков и качеств явлений действительности. Виды обобщения соответствуют видам мышления. Обобщение выступает также в качестве средства мыслительной деятельности. Простейшие обобщения заключаются в объединении, группировании объектов на основе отдельного, случайного признака (синкретические объединения). Более сложным является комплексное обобщение, при котором группа объектов объединяется в единое целое по разным основаниям.

#### Математические способности
Согласно современным представлениям, основы математических способностей у человека и животных имеют общее основание. Хотя животные и неспособны оперировать абстрактными математическими понятиями, они могут уверенно оценивать и сравнивать количество различных объектов. Подобные способности отмечены у приматов и некоторых птиц, в частности, воронов. Более того, приматы способны производить арифметические операции
Справедливость канона Моргана, как и важность скрупулёзной оценки методов, хорошо иллюстрирует история Умного Ганса — лошади, демонстрировавшей исключительные математические способности. Умный Ганс был способен производить математические вычисления и выстукивать ответ копытом. Тринадцать лет Ганс публично демонстрировал свои способности (в том числе и в отсутствие хозяина, исключавшее возможность дрессировки), пока в 1904 году Оскар Пфюнгст нем. Oskar Pfungst не установил, что лошадь реагировала на незаметные движения экзаменаторов.

### Самосознание
Под самосознанием понимается наличие представления о себе как индивиде, своих действиях и состоянии. Высшие приматы, такие, как шимпанзе и орангутаны, способны узнавать себя в зеркале, в то время как большинство животных реагирует на своё изображение в зеркале как на другую особь. При этом следует принимать во внимание, что отсутствие «самоузнавания» в данном случае не может служить основанием для вывода об отсутствии самосознания. Скорее, это может говорить о неимении большинством животных когнитивных способностей, необходимых для интерпретации факта существования устройства, воспроизводящего изображения находящихся перед ним объектов. Кристоф Кох, к примеру, полагает, что собаки не могут пройти зеркальный тест по той причине, что они в большей степени ориентируются на запахи, чем на зрение. Он отмечает тот факт, что собаки часто обнюхивают других собак, но редко обнюхивают самих себя. По его мнению, это может служить косвенным свидетельством существования примитивной формы самосознания у собак.

## Экспериментальные доказательства против когнитивности животных
Несколько экспериментов не могут быть легко согласованы с убеждением, что некоторые виды животных являются умными, проницательными или обладают теорией разум.
Жан-Анри Фабр (1823—1915) заложивший основу для всех последующих экспериментов этого рода, утверждал, что насекомые «следуют своему неотвратимому инстинкту, не понимая, что они делают». Например, понимание того, что она может схватить свою парализованную добычу за ногу вместо усика, абсолютно выходит за рамки возможностей песчаной осы. «Ее действия похожи на серию эхо, каждое пробуждает следующее в установленном порядке, который не позволяет ни одому звучать, пока не зазвучал предыдущий». Многочисленные эксперименты Фабра привели его, в свою очередь, к выводу, что ученые часто пытаются «возвысить животных», а не объективно изучать их.
Наблюдения С. Ллойда Моргана (1852—1936) показали ему, что на первый взгляд поведение животных часто является результатом либо инстинктов, либо проб и ошибок. Например, большинство посетителей, наблюдающих, как собака Моргана плавно поднимает засов задней частью головы (и тем самым открывает ворота сада и убегает), были убеждены, что действия собаки связаны с мышлением. Однако Морган тщательно наблюдал за предварительными, случайными, бессмысленными действиями собаки и утверждал, что они связаны с «продолжительными попытками и ошибками пока не достигнутся желаемые результаты», а не с «методичным планированием».
Э. Л. Торндайк (1874—1949) помещал голодных кошек и собак в ограждения «из которых они могли выбраться с помощью какого-то простого действия, например, потянув за петлю шнура». Их поведение показало ему, что они не «обладают способностью к рациональности». Большинство книг о поведении животных, написал Торндайк, «не дают нам психологии, а скорее эйлогию животных».
Хотя эксперимент Вольфганга Келера часто приводится в качестве подтверждения гипотезы о когнитивности животных, его книга полна противопримеров. Например, он помещал шимпанзе в ситуацию, где они могли получить бананы только путем удаления коробки. Келер наблюдал, что шимпанзе «имеет особые трудности в решении таких проблем; он часто привлекает к ситуации самые странные и дальние инструменты и использует самые странные методы, вместо того, чтобы убрать простое препятствие, которое можно было бы легко убрать».
Даниэль Дж. Повинелли и Тимоти Эдди из Университета Луизианы показали, что молодые шимпанзе, когда им предоставляется выбор между двумя поставщиками еды, с такой же вероятностью будут просить еду у человека, который может видеть жест просьбы, как и у человека, который не может этого видеть. Это повышает вероятность того, что у молодых шимпанзе отсутствует теория разума, и они не понимают того факта, что люди могут видеть.
Моти Ниссани из Университета Уэйна научил бирманских лесных слонов поднимать крышку, чтобы доставать еду из ведра. Затем крышку клали на землю рядом с ведром (там, где она больше не мешала доступу к еде), и одновременно лакомство клали внутрь ведра. Все слоны продолжали снимать крышку, прежде чем вынуть кусок пищи, что позволяет предположить, что слоны не понимают простых причинно-следственных связей.

## Распространённые заблуждения
Интеллект животного тесно связан с другими формами поведения и особенностями биологии. Распространённым заблуждением при рассмотрении поведения животных является антропоморфизм — наделение животных человеческими чертами. Антропоморфизм был характерен для ранних исследователей.

## Открытые вопросы

### Проблематика
Дополнительной преградой в процессе изучения и обсуждения полученных результатов исследований служат как очевидные, так и не изученные, не обнаруженные отличия в восприятии мира (между человеком-экспериментатором и животным — объектом эксперимента), зачастую анатомически и физиологически обусловленные эволюционной адаптацией к различным условиям среды.
Ярким примером могут служить дельфины — в их мировосприятии первичная (сложная модуляция звуков) и вторичная (эхолокация) звуковая информация, очевидно, является основным каналом её получения, а с учётом известных данных (о величине их мозга, сложности его строения, коэффициенту энцефализации, сложности звуковой коммуникации, а также обитания в водной среде) — люди просто не имеют соответствующих инструментов, понятий, достоверных алгоритмов обработки таких данных для понимания того, как они «видят» окружающий мир и, тем более, чтобы объективно судить об их интеллекте.

### Искусство
В прессе широко рекламируются слоны и другие животные, пишущие картины в стиле абстрактного экспрессионизма. Композиции из больших пузырей воздуха, стабилизируемых быстрым вращением воды на время в несколько минут, которые создают дельфины, рассматриваются как искусство.